# Musikjahr 1834
Liste der Musikjahre

◄◄ | ◄ | 1830 | 1831 | 1832 | 1833 | Musikjahr 1834 | 1835 | 1836 | 1837 | 1838 | ► | ►►

Weitere Ereignisse
Dieser Artikel behandelt das Musikjahr 1834.

## Ereignisse
- 24. Juni – 1. Juli: In London findet in der Westminster Abbey das Royal Musical Festival statt.
- 29. Oktober – 5. November: In London findet aus Protest wegen des Ausschlusses vieler Amateurmusiker beim Royal Musical Festival das Amateur Musical Festival in der Exeter Hall statt und leitet somit die große Amateurbewegung unter den Musikern ein.
- 10. November: In der ehemaligen Kirche des Barfüsserklosters wird mit dem 800 Plätze umfassenden Aktientheater das erste Theater Zürichs eröffnet.

## Instrumental und Vokalmusik (Auswahl)
- Hector Berlioz: Harold en Italie (Sinfonie);
- Frédéric Chopin: Cantabile B-Dur WoO; Mazurka As-Dur WoP; Fantaisie-Impromptu (1834 fertiggestellt aber erst posthum 1855 veröffentlicht)
- Heinrich Dorn: Das Schwanenmädchen, (Quartett)
- Louise Farrenc: Ouvertüre op. 23 e-Moll; Ouvertüre op. 24 Es-Dur
- Fanny Hensel: Streichquartett Es-Dur HelH 277
- Franz Lachner: Sinfonie Nr. 3 d-Moll; Sinfonie Nr. 4 E-Dur; Streichquintett c-Moll
- Ignaz Moscheles: Klavierkonzert Nr. 6, B-Dur, op. 90
- Otto Nicolai: Graduale de Beata Vergine „Benedicta et venerabilis“ für Solostimmen und Chor mit Orchester; Psalmus 54 für zehnstimmigen Doppelchor a cappella und Orgel
- George Onslow: Symphonie Nr. 3; Sechs Streichquartette op. 51 bis 56

## Musiktheater

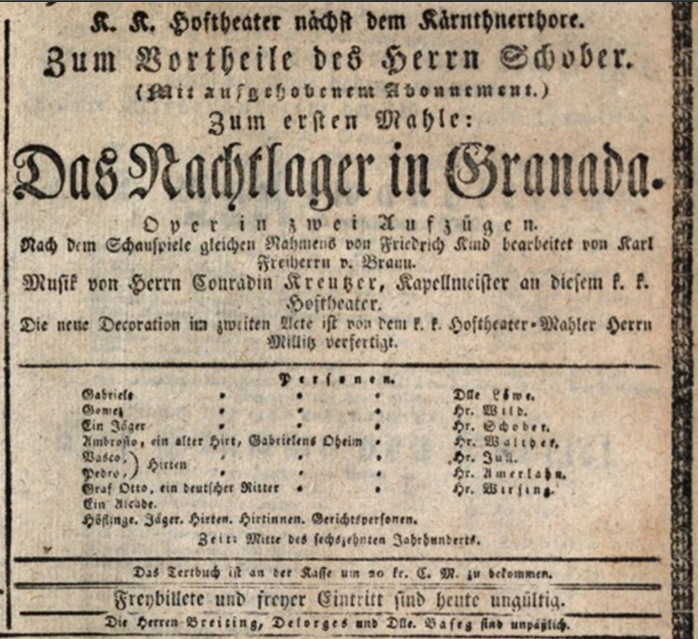
Conradin Kreutzer – Das Nachtlager in Granada – Theaterzettel 1837

- 06. Januar: Richard Wagner vollendet seine erste Oper mit dem Titel Die Feen. Das Werk wird aber erst am 29. Juni 1888, fünf Jahre nach dem Tod des Komponisten, in München uraufgeführt.
- 13. Januar: Die Erstfassung der Oper Das Nachtlager in Granada von Conradin Kreutzer mit gesprochenen Dialogen wird am Theater in der Josefstadt in Wien uraufgeführt. Das Libretto stammt von Karl Johann Braun von Braunthal nach dem Schauspiel von Johann Friedrich Kind.
- 20. Februar: Uraufführung des Zaubermärchens Der Verschwender von Ferdinand Raimund mit der Musik von Conradin Kreutzer im Theater in der Josefstadt, Wien.
- 27. Februar: Uraufführung der Oper Rosmonda d’Inghilterra von Gaetano Donizetti im Teatro della Pergola, Florenz.
- 08. März: Uraufführung der Oper Un’avventura di Scaramuccia von Luigi Ricci in Mailand (Teatro alla Scala)
- 03. Juni: Uraufführung der Oper Eran due, or son tre ovvero Gli esposti von Luigi Ricci in Turin (Teatro Angennes)
- 01. Juli: Uraufführung des komischen Singspiels Tom Rick oder Der Pavian von Conradin Kreutzer im Theater in der Josefstadt, Wien (Das Werk ist verschollen)
- 25. September: Uraufführung der Oper Le Chalet von Adolphe Adam in der Opéra-Comique.Paris
- 28. September: Uraufführung der Oper Die Bürgschaft von Peter Joseph von Lindpaintner in Stuttgart
- 18. Oktober: Gaetano Donizettis lyrische Tragödie (Oper) Maria Stuarda hat unter dem Namen Buondelmonte am Teatro San Carlo in Neapel eine völlig glanzlose Uraufführung. Die Zensur hat den Originaltext mit einem Verbot belegt, weil Königin Maria Christina von Neapel-Sizilien bei der Generalprobe im September vor Ergriffenheit in Ohnmacht gefallen ist. Die zweite Fassung kommt am 30. Dezember 1835 unter dem Namen Maria Stuarda an der Mailänder Scala zur Aufführung.
- 26. Dezember: Uraufführung der Oper Gemma di Vergy von Gaetano Donizetti im Teatro alla Scala in Mailand.
- 26. Dezember: Uraufführung der Oper Chi dura vince ovvero La luna di miel von Luigi Ricci in Rom (Teatro Valle)

## Weitere Werke
- Daniel-François-Esprit Auber: Lestocq, ou L’intrigue et l’amour, (Oper)
- Saverio Mercadante: Emma d’Antiochia (Oper); Uggero il danese (Oper); La gioventù di Enrico V (Oper)
- Giuseppe Lillo: La moglie per 24 ore ossia L’ammalato di buona salute (Oper)

## Geboren

### Geburtsdatum gesichert
- 01. Januar: Wilhelm Schauseil, deutscher Pianist, Organist, Dirigent, Musikdirektor und Komponist († 1892)
- 11. Januar: Colmar Baehr, preußischer Opernsänger († 1894)
- 20. Januar: Théodore Salomé, französischer Organist und Komponist († 1896)
- 30. Januar: Ulises Advinent, französischer Pianist, Komponist und Kapitän († 1889)
- 06. Februar: Ilma de Murska, kroatische Opernsängerin (Sopran) († 1889)
- 26. Februar: Aleksander Zarzycki, polnischer Komponist, Pianist und Dirigent († 1895)
- 28. Februar: Charles Santley, englischer Opern- und Oratoriensänger († 1922)
- 07. März: Paul Fischer, deutscher Musikdirektor, Bibliothekar und Redakteur († 1894)
- 12. März: Elisabeth Dreyschock, deutsche Sängerin und Gesangslehrerin († 1911)
- 16. März: Otto Kitzler, deutscher Dirigent und Cellist († 1915)
- 23. März: Julius Reubke, deutscher Komponist († 1858)
- 00. März: Emilie Rettich, österreichische Sängerin und Schauspielerin († 1901)
- 01. April: Isidore Legouix, französischer Komponist († 1916)
- 19. April: Edmond de Polignac, französischer Komponist († 1901)
- 12. Mai: Dionys Pruckner, deutscher Pianist und Musikpädagoge († 1896)
- 25. Mai: Jakob Müller, deutscher Orgelbauer († 1899)

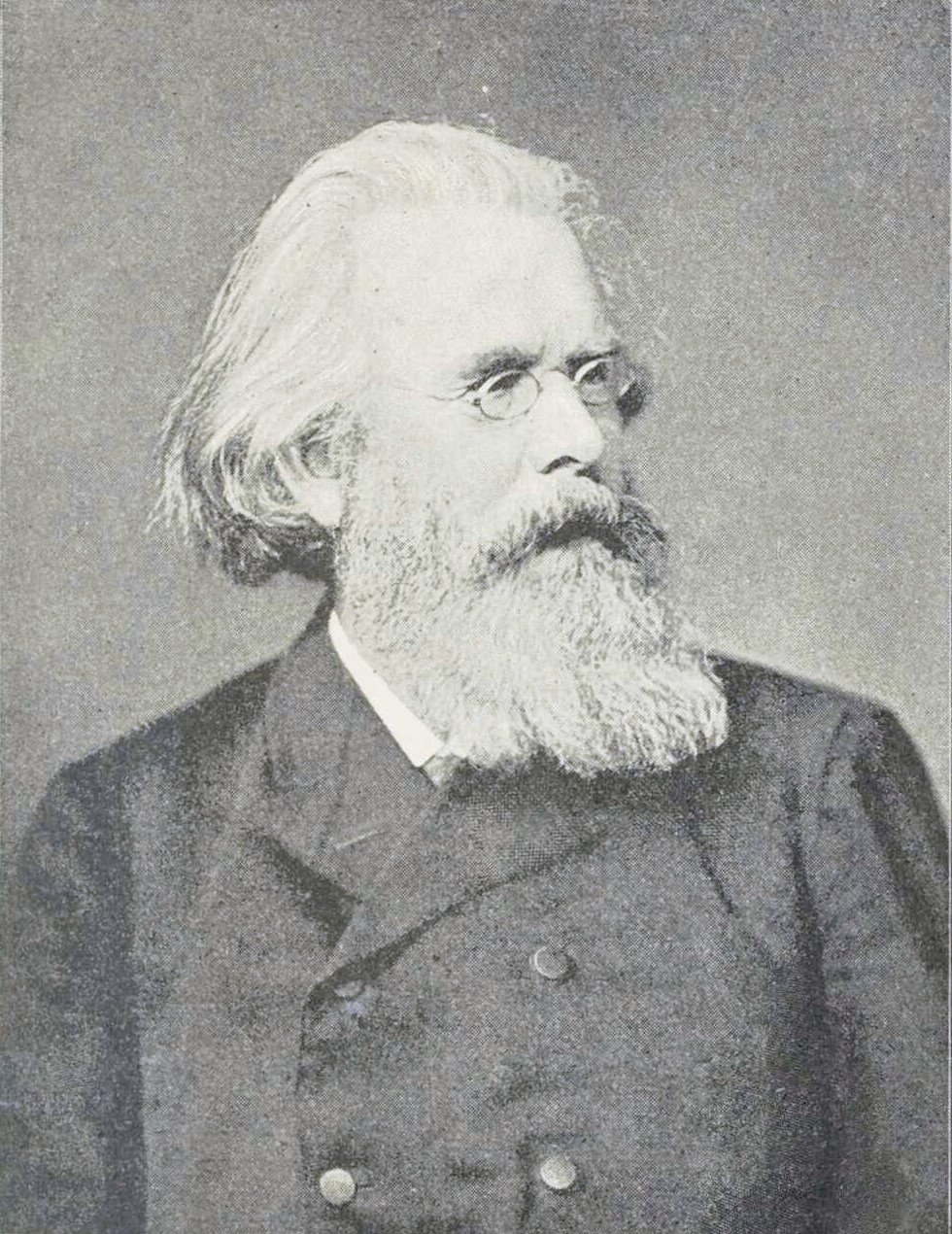
Albert Becker; * 13. Juni

- 13. Juni: Albert Becker, deutscher Komponist († 1899)
- 24. Juli: Friedhold Fleischhauer, deutscher Violinist und Konzertmeister († 1896)
- 04. August: Ottilie Genée, deutsche Schauspielerin und Sängerin († 1911)
- 09. August: Elias Álvares Lôbo, brasilianischer Komponist († 1901)
- 14. August: Alexander Winterberger, deutscher Organist, Pianist und Komponist († 1914)
- 17. August: Peter Benoit, belgischer Komponist und Professor († 1901)

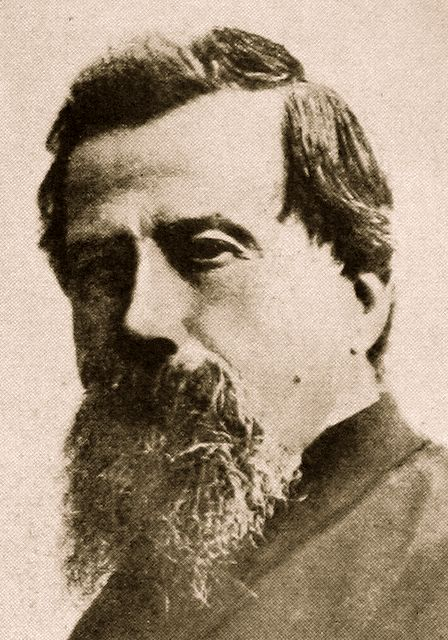
Amilcare Ponchielli; * 31. August

- 31. August: Amilcare Ponchielli, italienischer Komponist und Dirigent († 1886)
- 18. September: Eduard Richter, deutscher Opernsänger († 1907)
- 28. September: Charles Lamoureux, französischer Dirigent († 1899)
- 03. Oktober: Vilém Blodek, tschechischer Komponist († 1874)
- 06. Oktober: Balduin Dahl, dänischer Komponist und Kapellmeister († 1891)
- 25. Oktober: George Putnam Upton, US-amerikanischer Musikkritiker, Musikschriftsteller und Journalist († 1919)
- 07. November: Ernest Gagnon, kanadischer Folklorist, Musikpädagoge, Organist, Komponist und Autor († 1915)
- 10. November: Martin Nováček, böhmischer Komponist, Dirigent, Musikpädagoge und Musiker († 1906)
- 23. November: Adolfo Baci, italienischer Komponist († 1918)
- 25. November: Jean-Baptiste Colyns, belgischer Violinist, Musikpädagoge und Komponist († 1902)
- 11. Dezember: Eduarda Damasia Mansilla Ortíz de Rozas de García, argentinische Schriftstellerin, Journalistin und Komponistin († 1892)
- 19. Dezember: Dmitri Alexandrowitsch Agrenew-Slawjanski, russischer Sänger und Chorleiter († 1908)
- 24. Dezember: Ludwig Dosse, deutscher Opernsänger (Bariton) († 1895)
- 24. Dezember: Otto Lob, deutsch-amerikanischer Dirigent und Komponist († 1908)

### Genaues Geburtsdatum unbekannt
- Gabriel Abreu y Castaño, spanischer Gitarrist, Pianist, Komponist und Behindertenlehrer († 1881)
- Giuseppe Aducco, italienischer Violinist, Klarinettist, Komponist, Musikpädagoge und Kapellmeister († 1893)
- Anton Krause, deutscher Pianist, Dirigent, Komponist und Klavierlehrer († 1907)
- Leopold Magenbauer, rumäniendeutscher Komponist, Chorleiter und Lehrer († 1901)

## Gestorben

### Todesdatum gesichert
- 07. Januar: Jacob Rauscher, niederländischer Militärmusiker und Komponist deutscher Herkunft (* 1771)
- 17. Januar: Nanette von Schaden, deutsche Pianistin, Komponistin und Sängerin (* 1763)

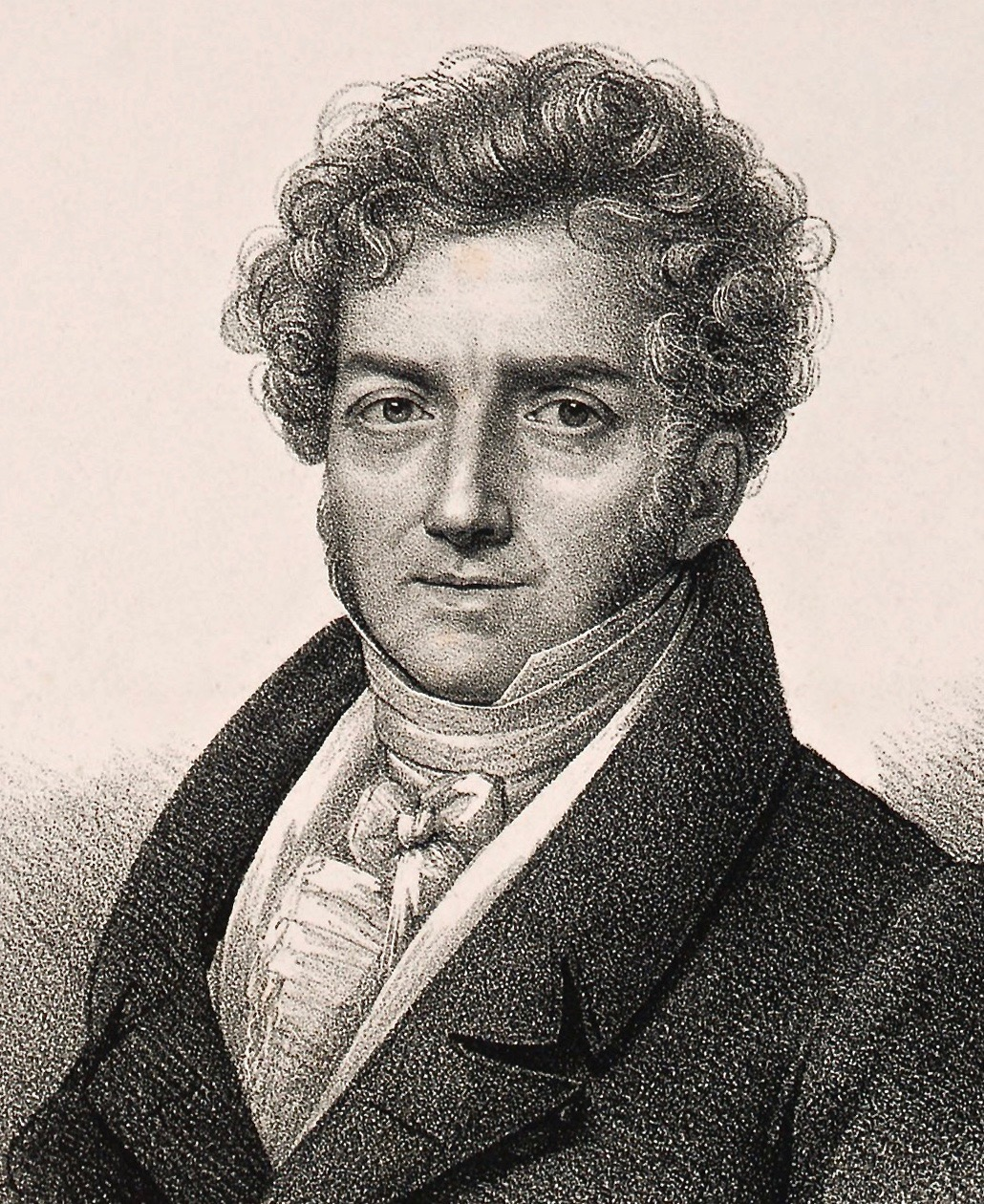
François-Adrien Boieldieu; † 8. Oktober

- 18. Februar: Christian Kramer, deutsch-britischer Komponist und Dirigent (* 1781)
- 28. Februar: Josef Aibl, deutscher Musikalienhändler, Musikverleger und Lithograf (* 1802)
- 23. Mai: Charles Wesley junior, englischer Organist und Komponist (* 1757)
- 29. Juni: Alexandre-Étienne Choron, französischer Musikwissenschaftler und -pädagoge (* 1771)
- 03. August: August Christian Andreas Abel, deutscher Geiger und Hofmusiker (* 1751)
- 20. September: Antonia Pesadori, deutsche Pianistin, Klavierlehrerin und Komponistin (* 1798)
- 08. Oktober: François-Adrien Boieldieu, französischer Opernkomponist (* 1775)
- 11. November: Elisa Orlandi, italienische Opernsängerin (* 1811)

### Genaues Todesdatum unbekannt
- Johann Fritz, österreichischer Klavierbauer (* 18. oder 19. Jahrhundert)